# Бинг, Джордж, 3-й виконт Торрингтон
Генерал-майор Джордж Бинг, 3-й виконт Торрингтон (англ. George Byng, 3rd Viscount Torrington; 21 сентября 1701 — 7 апреля 1750) — британский офицер и пэр. Он был известен как Достопочтенный Джордж Бинг с 1721 по 1747 год.

## Происхождение
Родился в сентябре 1701 года. Второй сын адмирала Джорджа Бинга, 1-го виконта Торрингтона (1663—1733), и его жены Маргарет Мастер (1669—1756), дочери Джеймса Мастера и Джойс Тернор.

## Карьера
23 января 1747 года после смерти своего бездетного старшего брата, Патти Бинга, 2-го виконта Торрингтона (1699—1747), Джордж Бинг унаследовал титулы 3-го виконта Торрингтона в графстве Девон, 3-го барона Бинга из Саутхилла в графстве Бедфордшир, и 3-го баронета Бинга из Ротема в графстве Кент, а также фамильное поместье Саутхилл-Парк в Бедфордшире.
С 1742 по 1748 год Бинг был полковником 4-го полка морской пехоты. С 1749 по 1750 год он был полковником 48-го пехотного полка. Он закончил свою военную карьеру в звании генерал-майора.

## Брак и дети
21 августа 1736 года Джордж Бинг женился на Элизабет Дэниэл (? — 17 марта 1759), дочери Лайонела Дэниела и Марты Мастер, от брака с которой у него было двое сыновей:
- Джордж Бинг, 4-й виконт Торрингтон (11 октября 1740 — 14 декабря 1812), старший сын и преемник отца.
- Джон Бинг, 5-й виконт Торрингтон (18 февраля 1743 — 8 января 1813)

Виконт Торрингтон скончался 7 апреля 1750 года и был похоронен в мавзолее Бинга в церкви Всех Святых в Саутхилле, Бедфордшир.